# الخلاف على اسم الخليج العربي

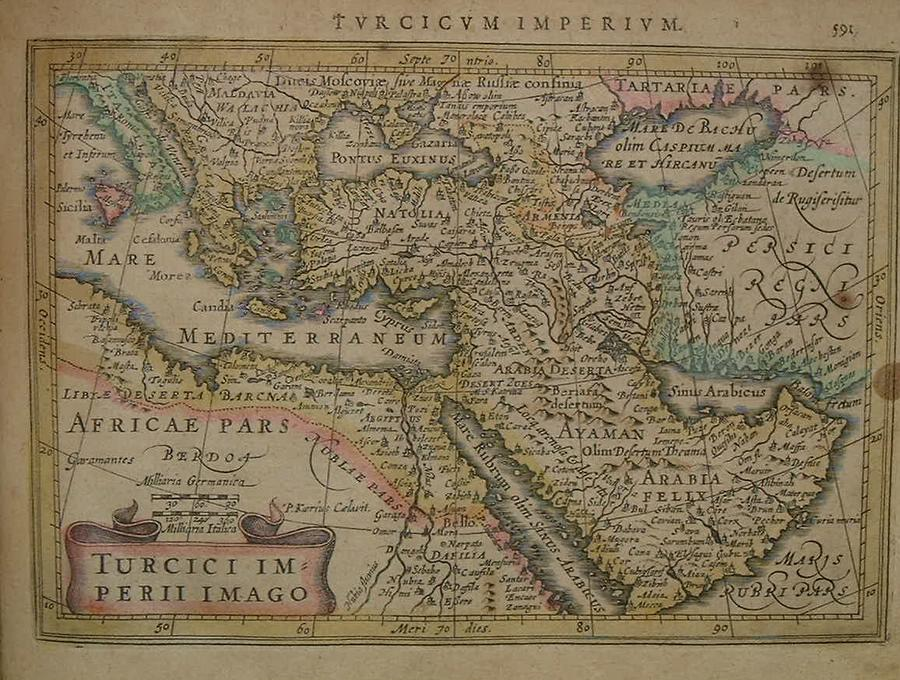
خارطة نشرت في الأطلس الصغير عام 1634 لرسامي الخرائط ميركاتور وهندويس يظهر فيها الخليج وقد كتب عليه باللاتينية اسم «sinus arabicus» أي الخليج العربي

خارطة قديمة للخليج العربي

الخلاف على اسم الخليج العربي  ، عُرف عن المسطح المائي الذي يقع إلى الشرق من شبه الجزيرة العربية وإلى الغرب من إيران بأسماء مختلفة عبر التاريخ. يبلغ المجموع العام لطول الساحل على الخليج نحو 3300 كم، حصة إيران منها نحو الثلث. ويسكن العرب على معظم ضفاف الخليج العربي سواء في القسم الغربي أو الجنوبي في سلطنة عُمان والإمارات والبحرين وقطر والسعودية والكويت وفي القسم الشمالي في العراق وفي معظم سواحل إيران المطلة على الخليج العربي ففي شمال الخليج العربي يسكن العرب في العديد من مدن عربستان أهمها الأحواز والمحمرة. وفي إقليم بوشهر الواقع في الشمال الشرقي من الخليج العربي، في مدن مثل بوشهر وعسلوية وبندر كنغان. وفي إقليم هرمزغان في شرق الخليج العربي يشكل العرب غالبية سكان جزيرة قشم بالإضافة إلى وجود العرب في بندر لنجة وفي مدينة بندر عباس مركز هذا الإقليم.

## الأسماء الحالية في اللغة العربية
بقي الآن من أسماء هذا الخليج في اللغة العربية مستعملًا حتى اليوم:
- الخليج العربي: تستعمله رسميًا دول الجامعة العربية كما تستعمله الأمم المتحدة في وثائقها العربية[3] والجمعيات الجغرافية العربية.[4][5]
- خليج فارس: تستعمله إيران (في الصحف والوسائل الإعلامية التابعة لها ومنها كذلك تلك الناطقة بالعربية) ، وكذلك مطبوعات ووسائل إعلام بالعربية تصدر عن هيئات ودول غير عربية. وتستعمل في عدة لغات أخرى.[6]
- خليج البصرة وهي التسمية التي كانت شائعة في الوثائق العائدة إلى العهد العثماني، وما تزال تستخدم على نطاق ضيق في بعض الدول العربية خاصة العراق (التسمية الرسمية هي الخليج العربي).[7]
- الخليج الإسلامي وقد طرحه بعض المفكرين ومعمر القذافي على الخميني فرفضه.[8]

## الأسماء التاريخية

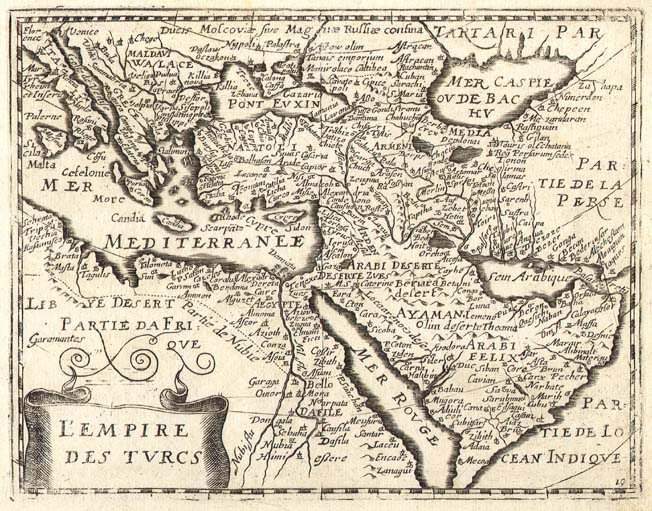
خريطة فرنسية قديمة (1667) يظهر فيها بوضوح اشارتها إلى الخليج العربي بأنه Sein Arabique، أي «الخليج العربي». كما ظهر اسم البحر الأحمر على أنه Mer Rouge «البحر الأحمر»

- أقدم اسم معروف هو اسم «بحر أرض الإله» ولغاية الألف الثالثة قبل الميلاد[9][بحاجة لدقة أكثر]. ثم أصبح اسمه «بحر الشروق الكبير» حتى الألف الثاني قبل الميلاد.[10] وسمي «بحر بلاد الكلدان» في الألف الأول قبل الميلاد.[11] ثم أصبح اسمه «بحر الجنوب» خلال النصف الثاني من الألف الأول قبل الميلاد.[12]
- سماه الآشوريون والبابليون والأكديون: «البحر الجنوبي» أو «البحر السفلي» (lower sea)، ويقابله البحر العلوي (upper sea) وهو البحر الأبيض المتوسط.[13] كما أُطلق عليه اسم «نارمرتو» (أي البحر المر bitter sea) من قِبل الآشوريون.[14]
- سماه الفرس «بحر فارس». قيل التسمية عرفت في أول الأمر من قبل الملك الفارسي داريوش الأول (521-486 ق.م) في كلامه «على البحر الذي يربط بين مصر وبلاد فارس». والراجح أن الاسكندر الأكبر هو أول من أطلق تلك التسمية بعد رحلة موفده أمير البحر نياركوس عام 326 ق. م. وقد عاد من الهند بأسطوله بمحاذاة الساحل الفارسي فلم يتعرف إلى الجانب العربي من الخليج. مما دعا الاسكندر إلى أن يطلق على الخليج ذاك الاسم، وبقي متداولًا بطريق التوارث.[15] وعن طريق اليونان تسربت التسمية للغرب واستعملها بعض العرب (أحيانًا باسم «الخليج الفارسي») كذلك حتى منتصف القرن العشرين
- سماه الروم «الخليج العربي».[16] وممن أطلق تلك التسمية المؤرخ الروماني بليني بلينيوس الأصغر في القرن الأول للميلاد. قال بليني: «خاراكس (المحمرة[ ؟ ]) مدينة تقع في الطرف الأقصى من الخليج العربي، حيث يبدأ الجزء الأشد بروزًا من العربية السعيدة، وهي مبنية على مرتفع اصطناعي. ونهر دجلة إلى يمينها، ونهر أولاوس إلى يسارها. والرقعة التي تقوم عليها -والتي يبلغ طولها ثلاثة أميال- تقع بين هذين النهرين، وعلى مقربة منها يلتقيان. أنشأها بادئ ذي بدء الإسكندر الأكبر، وأمر أن يطلق عليها اسم الإسكندرية. إلا أن فيضان النهرين دمرها. فأعاد بناءها انطيوخوس وأطلق عليها اسمه. وبما إنها هدمت للمرة الثانية، فقد أعاد بناءها «باسينس» (Pasines) ملك العرب المجاورين، وأقام على ضفتي النهرين سدودًا لرد المياه عنها، وسماها باسمه. وكان طول هذه السدود ثلاثة أميال وعرضها أقل من ذلك بقليل. وكانت تبعد أول الأمر ما ينيف على الميل عن الضفة، حتى كأنها كانت تملك ميناء خاصا بها».[17]
- سماه العرب «خليج البصرة» أو «خليج عمان» أو «خليج البحرين» أو «خليج القطيف» و«بحر القطيف»[18][19] لأن هذه المدن الثلاث كانت تتخذه منطلقًا للسفن التي تمخر عبابه وتسيطر على مياهه.[14] ويعود اسم «بحر البصرة» إلى فترة الفتح الإسلامي في عهد الخليفة الراشد عمر بن الخطاب. ونجد النحويين الأوائل يستعملونها مثل الخليل بن أحمد الفراهيدي (توفي 160هـ)[20] كما استعملها الجغرافيون مثل ياقوت الحموي[21][محل شك] والمؤرخون مثل خليفة بن خياط[22] والذهبي[23][بحاجة لدقة أكثر] وعلماء الدين مثل ابن تيمية. وإن كان اسم «بحر فارس» شائعًا كذلك في العصر الإسلامي، خاصة بين المسلمين الفرس. حتى أن البعض قد يستعمل الاسمين معًا في نفس الصفحة.[24] كما أسماه بعض العرب أثناء الخلافة العباسية «خليج العراق»[25]، لكن تسمية الخليج العربي بقيت مستعملة. يقول د. عماد الحفيظ: «إن تسمية الخليج العربي ظلت معروفة منذ قبل الإسلام واستمرت إلى ما بعد الإسلام لدى سكان شبه الجزيرة العربية وما جاورها».[26]
- سماه العثمانيون «خليج البصرة» (بصرة كورتري)، يقول العلاّمة مصطفى جواد في مقابلة له استمعت لها قديما شخصيّا أن الخليج هو خليج البصرة وقد دعاه بعض المؤرخين الغربيين بالفارسي لأن أكثر أولئك المؤرخين والرحالة الغربيين كانوا يهدفون إلى عبوره من الجانب العربي إلى الفارسي وليس العكس والهدف هو الذي يفرض التسمية فعندما تكون في بغداد مثلا وتريد الطريق الذي يؤدّي إلى البصرة فإنك تقول أو تسمّيه طريق البصرة أمّا إذا كنت في البصرة وتريد الطريق المؤدّي إلى بغداد فإنك تسمّيه طريق بغداد وهكذا كان الأمر بالنسبة للخليج عندما كان الهدف منه والعبور فيه هو الوصول إلى البصرة فتكون التسمية خليج البصرة وهي نهاية الخليج العليا أمّا من يسلكه من الجانب الفارسي ويريد الجانب العربي فهو خليج البصرة وخصوصا لعموم سكّان فارس والهند ومناطق باكستان الحاليّة واسم البصرة كان من أشهر الأسماء في تلك المناطق الواسعة فأهل بومبي ما زالوا يرددون الكثير من الأغاني* عن المحبوب الذي غيّبته السفن عندما رحل إلى البصرة وهكذا وورد الكثير من ذكر البصرة وخليجها وأكثر ما يُروى عن المنطقة هو ما يُروى عن صيد اللؤلؤ وصناعة السفن والأساطيل التي تمخر الخليج قديما وحديثا إلى الهند والصين وأندونيسيا والفلبين وجزر سليمان وجلب الأخشاب من جاوة وغير ذلك كثير، ومازال كثير من سكان الهند والباكستان يحتفظون ببعض الصلات والأنساب التي تربط بعضهم بأهالي الخليج والمنطقة والبصرة بالذات بل أنني علمت أن إحدى ممثلات السينما الهنديّة ترجع إلى أصل بصري أيضا ولا نسمع ان لأحد منهم صلات نسب مع أي من الإيرانيين بشكل ظاهر كما هو حاصل مع أهل الخليج والهند وأندونيسيا التي اوصل المسلمون إليها الإسلام بواسطة تجار وبحارة عرب ما زالت قبورهم قائمة إلى يومنا هذا ولا نجد في اندونيسيا قبورا لتجار أو رجال دين أو بحارة من الفرس.[27]

## النزاع حول الاسم

### النزاع العلمي
بدأ بعض الباحثين الغربيين يتخلون عن التسمية الفارسية للخليج. ومن هؤلاء المؤرخ الإنجليزي رودريك أوين الذي زار الخليج العربي واصدر عنه سنة 1957 كتابا بعنوان الفقاعة الذهبية وثائق الخليج العربي وقد روى فيه أنه زار الخليج العربي وهو يعتقد بأنه خليج فارسي لأنه لم ير على الخرائط الجغرافية سوى هذا الاسم. ولكنه ما كاد يتعرف إليه عن كثب حتى أيقن بأن الأصح تسميته «الخليج العربي» لأن أكثر سكان سواحله من العرب. وقال: «إن الحقائق والإنصاف يقتضيان بتسميته الخليج العربي»[بحاجة لدقة أكثر]. وكذلك أكد الكاتب الفرنسي جان جاك بيربي (بالفرنسية: Jean Jacques Berreby) عروبة الخليج في كتابه الذي تناول فيه أحداث المنطقة وأهميتها الإستراتيجية، حيث يقول: «يؤلّف القسم الذي تغسله مياه نهر كارون من إقليم الأهواز مع القسم الأسفل من بلاد ما بين النهرين وحدة جغرافية واقتصادية... إن إقليم الأهواز هي طرف الهلال الخصيب الذي يبدأ عند السهول الفلسطينية وينتهي عندها مارًّا بلبنان وسوريا والعراق.
يقول المؤرخ الألماني كارستن نيبور، الذي عمل لصالح الدنمارك وجاب الجزيرة العربية عام 1762: «لكنني لا أستطيع أن أمر بصمت مماثل، بالمستعمرات الأكثر أهمية، التي رغم كونها منشأة خارج حدود الجزيرة العربية، هي أقرب إليها. أعني العرب القاطنين الساحل الجنوبي من بلاد الفرس، المتحالفين على الغالب مع الشيوخ المجاورين، أو الخاضعين لهم. وتنفق ظروف مختلفة لتدل على أن هذه القبائل استقرت على الخليج الفارسي قبل فتوحات الخلفاء، وقد حافظت دومًا على استقلالها. ومن المضحك أن يصور جغرافيونا جزءًا من بلاد العرب كأنه خاضع لحكم ملوك الفرس، في حين أن هؤلاء الملوك لم يتمكنوا قط من أن يكونوا أسياد ساحل البحر في بلادهم الخاصة. لكنهم تحملوا - صابرين على مضض- أن يبقى هذا الساحل ملكا للعرب».
كما كتب جون بيير فينون أستاذ المعهد الوطني للغات والحضارات الشرقية في باريس في كانون الثاني 1990 دراسة في مجلة لوموند الفرنسية حول الخليج تؤكد تسميه الخليج بالعربي. فقامت السفارة الإيرانية بالاحتجاج. وكتبت ردًا على بيير. فرد هو أيضًا ردًا مدعمًا بالحجج العلمية، وقدم خارطة لوكانور التي يرجع تاريخها إلى نهاية القرن السادس عشر والتي تحمل التسمية اللاتينية سينوس ارابيكوس أي «البحر العربي»، وقال: «لقد عثرت على أكثر من وثيقة وخارطة في المكتبة الوطنية في باريس تثبت بصورة قاطعة تسمية الخليج العربي، وجميعها تعارض وجهة النظر الإيرانية».
و أكد الكاتب وجهة نظره فيما تضمنته خارطة جوهين سبيد التي نشرت عام 1956 تحت اسم الإمبراطورية التركية حيث ورد في الخريطة تسمية «بحر القطيف» ثم «الخليج العربي». وقد دحض جون بيير (Jean-Pierre) مزاعم الإيرانيين، وأكد أن تسمية «الخليج الفارسي» الشائعة حديثًا بين الجغرافيين الأوربيين جاءت نتيجة توجه سبق، وابتدعته الدول الاستعمارية خاصة إيطاليا.[ادعاء غير موثق منذ 4820 يوماً]

يقول الباحث د. إبراهيم خلف العبيدي: «بدأت الدراسات العلمية الحديثة تؤكد أن تسمية الخليج العربي بالفارسي لا تمت للواقع بشئ. إذ أنه عربي منذ عصور ما قبل التاريخ. وان سيطرة إيران عليه في فترات محدودة، لا يعد دليلًا على أنه فارسي. فضلًا عن ذلك فإن القبائل العربية هي ساكنة جانبي الخليج منذ القدم. ولا تزال القبائل تسكن في الساحل الشرقي الذي تحتله إيران، على الرغم من سياسية التفريس التي تتبعها إيران لمسخ هويتهم القومية».
ولهذا فإن العديد من الأطالس والمراجع الجغرافية الأوروبية (مثل موسوعة أونيفرساليس هاشيت ومعظم الموسوعات الأوروبية) بدأت منذ النصف الثاني من القرن العشرين باستخدام التعبير العلمي التاريخي الجغرافي المتوازن وهو «الخليج العربي الفارسي». وقامت الجمعية الوطنية للجغرافيا التي تصدر مجلة «الجمعية الجغرافية الوطنية»، وهي المرجع الرئيسي للجغرافيا في الولايات المتحدة، بوضع اسم الخليج العربي تحت اسم الخليج الفارسي. في حين فضلت بعض الجامعات والمنظمات الغربية (مثل: Times Atlas of the World ومتحف اللوفر) استعمال تعبير «الخليج» (The Gulf) بدون ذكر كلمة عربي أو فارسي.

### النزاع السياسي
يرى الكاتب الفرنسي ميشال فوشيه Michel Foucher في كتابه «تخوم وحدود» (Fronts et Frontieres) أن الخليج الذي سمي الخليج الفارسي بسبب النفوذ القوي والتاريخي لإيران، وجد دعمًا من الإستراتيجية الأميركية (زمن الشاه) القائمة على دعم الشاه وجيشه لتحقيق الأمن الإقليمي في حماية النفط. ويؤكد ذلك نبيل خليفة، كاتب لبناني في الشؤون الإستراتيجية، في صحيفة دار الحياة في 14 اغسطس 2005 : «ليس الخلاف بين العرب والإيرانيين مجرد خلاف لفظي/اسمي. وانما هو خلاف يعكس صراعًا سياسيًا وقوميًا ذا أبعاد ومضامين إستراتيجية، خلاصتها من له الهيمنة على الخليج، على مياهه وجزره ونفطه ومواقعه الاستراتيجية وأمنه وثرواته».

### وجهة نظر إيران
ترى إيران أن الخليج بحر إيراني وأنه جزء من هویة الجمهوریة الإسلامیة الإیرانیة وأنه مياه إقليمية للجمهورية الإسلامية الإيرانية وتفريعًا فقد اعتادت إيران بين الفينة والأخرى أن تطلق صورًا وشعارات رسمية يوضوع فيها العلم الإيراني على كافة مياه الخليج لذا فإن موقف إيران متشدد جدًا من تسمية الخليج بالخليج العربي يماثل مواقف الدول من انتقاص سيادتها على شيء من أرضيها، بحيث تصدر إيران مذكرات احتجاج رسمية إلى أية دولة يذكر أية مسئول فيها اسم الخليج العربي وتعاقب الشركات والمؤسسات والأفراد بالطرد من إيران وإيقاف كافة النشاطات وبل تمنع شركات الطيران من التحليق في المجال الجوي لإيران إذا استعملت مصطلح "الخليج العربي" هذه المواقف، وبالإضافة إلى حرب الخليج الأولى والاحتلال الإيراني للجزر الإماراتية استنتج منها كثير من الباحثين أن النظرة الإيراينة لتسمية الخليج العربي متفرعة عن أطماعها فيه وليست مجرد بحث تاريخي أو علمي. كما أنها تعتبر "الخليج الفارسي" هي التسمية الوحيدة التي أطلقت على الخليج، وتنكر وجود أي اسم آخر.
لذلك بعد أن أعلنت مؤسسة الجمعية الجغرافية الوطنية عن كتابة اسم الخليج العربي إلى جانب الخليج الفارسي، في أطلسها الجديد، وأشارت إلى الخلاف على الجزر الثلاث بين إيران ودولة الإمارات العربية واعتبرت «ان طنب الصغرى وطنب الكبرى وأبو موسى محتلة من إيران وتطالب الإمارات العربية بالسيادة عليها»، غضب القوميون الفرس، واتهموا المؤسسة بتلقي الرشاوي، واتهموها كذلك بأنها «بتأثير من اللوبي الصهيوني، وبدولارات النفط من بعض الحكومات العربية قررت تشويه واقع تاريخي لا يمكن نكرانه»، مع أن إسرائيل تستعمل مصطلح «الخليج الفارسي». واعتبر المسؤولون الإيرانيون ذلك «مؤامرة صهيونية لشق صفوف المسلمين»، فبادرت الحكومة الإيرانية إلى اتخاذ اجراءات تمنع بموجبها الجمعية الوطنية للجغرافيا من بيع مطبوعاتها وخرائطها في إيران. كما منع أي مندوب من قبلها بدخول الأراضي الإيرانية. كما دعا رئيس البرلمان الإيراني حداد عادل كل من اسماهم عبادة الوطن للدفاع عن فارسية الخليج. كما جمع المعارضة الإيرانية بمختلف أطيافهم عن أن الخليج فارسي. وعبثًا حاولت الجمعية أن تشرح أسباب زيادة صفة «الخليج العربي» إلى الخليج الفارسي، بأن هناك من يعرف الذراع البحرية بالخليج العربي. ولا بد من التفريق بينها وبين بحر العرب القريب منها والواقع بين مضيق هرمز والمحيط الهندي. لكن الإيرانيين غير مستعدين لسماع أي تبرير، لأن اسم الخليج الفارسي «صار جزءًا لا يتجزأ من الهوية القومية الإيرانية».
وفي 15 حزيران 2006، قامت إيران بمنع مجلة ذي إيكونوميست من دخول إيران لمجرد أنها تضمنت خريطة عليها تسمية «الخليج» بدون ذكر الفرس.

### وجهة نظر العرب
يرى أغلب العرب حاليا أن اسم «الخليج العربي» تاريخي وقديم، وأنه مبرر لأن ثلثي سواحل الخليج تقع في بلدان عربية، بينما تطل إيران على حوالي الثلث، وأنه حتى السواحل الإيرانية تقطنها قبائل عربية سواء في الشمال (إقليم الأحواز) أو في الشمال الشرقي في العديد من مدن إقليم بوشهر مثل بوشهر وعسلوية وبندر كنغان أو في الشرق في بندر لنجة وبندر عباس،(حيث كانت دولة القواسم مسيطرة على تلك البلاد حتى ضمتها إيران)، كما أن العرب يشكلون سكان أهم جزيرتين مسكونتين في الخليج العربي وهما جزيرة البحرين وجزيرة قشم بالإضافة إلى أن العرب يشكلون السكان الأصليين لجميع الجزر المأهولة في الخليج العربي قبل ظهور النفط وبالتالي فمن الأولى تسمية الخليج وفق الشعب الذي يسكن جزره وسواحله .[ادعاء غير موثق منذ 4820 يوماً]

كما تبين خارطة القوميات الإيرانية الموضحة أدناه بوضوح أن جميع سواحل الخليج العربي الجنوبية والغربية تخلو من الفرس[ ؟ ] بالإضافة إلى معظم سواحل الخليج العربي الشمالية والشرقية، حيث يرمز اللون الأخضر الفاتح للقوميات التي تعد الفارسية لغتها الأم، فهم الفرس في إيران وهزارة في أفغانستان ويتكلمون الفارسية الدرية والطاجيك في طاجيكستان وأجزاء من أفغانستان ويتكلمون الطاجيكية وهي لهجة من اللغة الفارسية تكتب بحروف روسية[ ؟ ]، والهدف من هذه الخارطة توضيح عدم واقعية تسمية الخليج العربي بأي سم آخر .
هذا بالإضافة إلى أنه منذ عام 1935 م، لم تعد تسمية «بلاد فارس» موجودة سوى في السجلات التاريخية بعدما أصدر الشاه الإيراني رضا شاه بهلوي مرسومًا قضى بتغيير اسم بلاده إلى «إيران». وبما أن حاكم بلاد فارس اتّخذ قراره في هذا الشأن، فإن أيّ إشارة إلى «الخليج الفارسي» في الزمن المعاصر تُعتبَر غير منطقية مع العلم أن الفرس[ ؟ ] هم أحد المجموعات العرقية التي تسكن إيران والتي من أهمها الأتراك
الأذريين في الشمال الغربي من إيران والأتراك القاشقاي في وسط إيران في محافظة فارس[ ؟ ] نفسها بالإضافة إلى الأكراد
في غرب إيران والبلوش في جنوب شرق إيران والعرب في جنوب غرب إيران واللور في غرب إيران بالإضافة للعديد من المجوعات
القومية الأقل عددًا مثل التركمان في الشمال الشرقي والتالش في المنطقة المحاذية لساحل بحر قزوين في شمال إيران قرب الحدود مع جمهورية أذربيجان.
يقول الشيخ بكر أبو زيد في كتابه «معجم المناهي اللفظية»: «الخليج الفارسي: هذه التسمية الباطلة تاريخًا وواقعًا من شعوبية فارس. فكيف يكون الخليج الفارسي وكل ما يحيط به أرض عربية من لحمة جزيرة العرب وسكان عرب خلص؟ فلنقل: الخليج العربي». وكتب في الحاشية:«الخليج الفارسي: أغاليط المؤرخين. لأبي اليسر عابدين ص264».

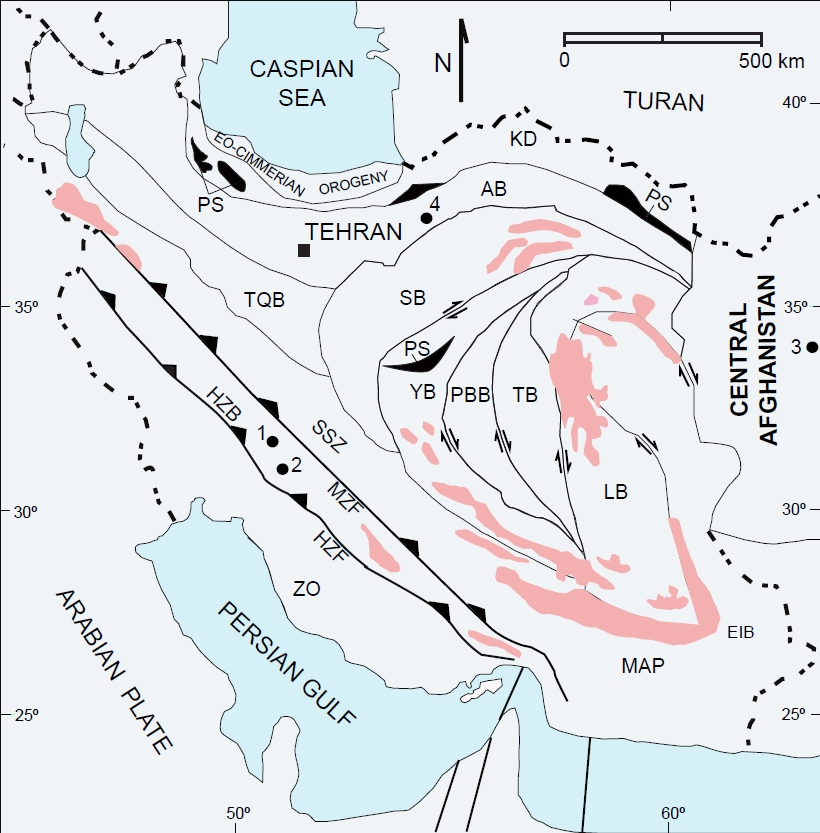
خريطة جيولوجية لإيران يظهر فيها سلسلة جبال زاغروس غربًا.

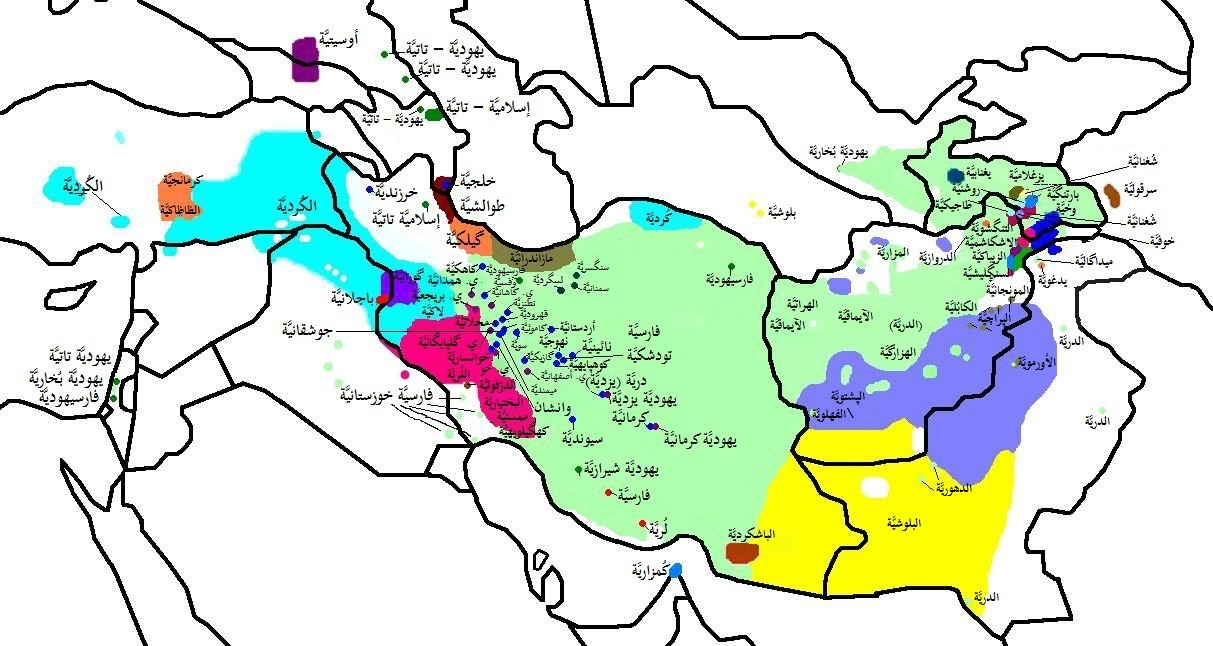
خريطة توضح التوزيع الجغرافي للقوميات الإيرانية ومن بينها الناطقين بالفارسية من والطاجيك والهزارا باللون الأخضر الفاتح

وفي الواقع فإن الفرس لم يكونوا يركبون البحر، حتى في أوج عظمتهم. وإذا ما أنشأؤوا في الخليج أسطولًا، كان بحارته من غير الفرس. يقول د. صلاح العقاد: «أما الساحل الشمالي الشرقي الذي يكوّن الآن الساحل الإيراني، فيمتد على طوله نحو ألفي كيلومتر: سلسلة عالية من الجبال الصعبة المنافذ إلى الداخل، مما عزل سكان بلاد فارس والسلطة المركزية فيها عن حياة البحر. ولقد اشتهر الفرس منذ غابر الزمن بخوفهم من حياة البحار، حتى قال بعض مؤرخين العرب: «ليس من الخليج شيء فارسي إلا اسمه». وعلى ذلك فإن ذيوع اسم «الخليج العربي» الآن قد جاء موافقًا لحقيقة جغرافية ثابتة». فيما قامت بينه وبين العرب أوثق الصلات قبل الإسلام وبعده. ويؤكد هذا سير برسي سايكس Sykes: «إن السياسة البحرية التي كان يتبعها نادر شاه القاجاري هي ضد تأثير العوامل الطبيعية التي جعلت ميول الناس وسلوكهم في إيران تفضل النفور والكره دائمًا من ركوب البحر الذي تفصلهم عنه حواجز جبلية شاهقة»، وهو يعني بتلك السلسلة من الجبال: جبال زاغروس التي تحد بين إقليم الأهواز وفارس، إذ لا يوجد غيرها في غرب إيران.

## تحرير النزاع
يرى مؤيدو تسمية «الخليج الفارسي» أن إصدار المجلس القومي الإيراني في أمريكا:
- اسم «الخليج الفارسي» محايد سياسيا.
- اسم «الخليج الفارسي» هو الاسم الوحيد المعتمد من الأمم المتحدة.
- اسم «الخليج الفارسي» هو الاسم الذي شاع تاريخيا لوصف هذا الخليج بينما اسم «الخليج العربي» ابتعثه جمال عبد الناصر إبان المد القومي العروبي في الخمسينيات، الذي واكبه تغير المطبوعات والإعلام العربي والمناهج التعليمية، وواكبه كذلك تشكل وعي سياسي ونهضة تعليمية وإعلامية في دول الخليج العربية التي تبنت الاسم وعملت على ترسيخه.
- اسم «الخليج العربي» يعني البحر الأحمر فقط، ولذلك فاستخدامه سيسبب ارتباكا.

ويرى مؤيدو تسمية «الخليج العربي» أن:
- النزاع على الاسم يعكس صراعًا سياسيًا وقوميًا ذا أبعاد ومضامين إستراتيجية. وأن إيران ترفض أي تسمية أخرى بما فيها الاسم الأكثر حيادية: «الخليج» (The Gulf) بدون ذكر كلمة عربي أو فارسي، وبأن مجلة ذي إيكونوميست منعت من دخول إيران لمجرد أنها تضمنت خريطة عليها ذلك الاسم الحيادي.[45] وكذلك الدعوات الشعبية لمقاطعة الخطوط الجوية البريطانية بسبب استعمالها له.[ادعاء غير موثق منذ 5756 يوماً]

- كون اسم Persian Gulf معتمدا في وثائق الأمم المتحدة الإنكليزية، لا يعني منع أي منظمة أخرى من استخدام اسم Arabian Gulf. وهذا كذلك لا ينسحب على اللغات الأخرى بدليل أن الأمم المتحدة نفسها تعتمد اسم الخليج العربي في وثائقها العربية.[47] ومعلوم أن اللغة العربية هي من اللغات الرسمية الست في الأمم المتحدة.
- استعملت الشعوب المختلفة أسماء كثيرة لوصف هذا الخليج، ابتداء من عهود السومريين والبابليين إلى الوقت الحالي. وتعود تسمية الخليج العربي إلى عهد اليونان والرومان أي قبل صدام بكثير.
- عرف الخليج العربي حينًا من الدهر باسم البحر الارثيري Erythraean، وهو هي كلمة مشتقة من Erythros والتي تعني «الأحمر» باللغة اليونانية.[48] وقد سماه ستراسبون (64 ق.م – 19 م) بالبحر الأحمر، وفي أحيانا أخرى كان يسميه أيضا بالخليج العربي. وفي حديث له عن مدينة ميسان (أي المحمرة) ذكر فيه «أنها مدينة واقعة على النهاية القصوى للخليج العربي». وقد تغير المكان الذي يشير إليه مصطلح «البحر الأرثيري» بالتدريج، فتقول موسوعة كولومبيا عن البحر الارثيري (الأحمر): «اسم بغير مصدر واضح. استعمل في القديم للإشارة إلى المحيط الهندي، ثم لاحقًا للخليج العربي، وأخيرًا للبحر الأحمر».[49] وتقول الكثير من المصادر أن هذا المصطلح (البحر الأرثيري) قد استعمله المؤرخ اليوناني هيردوتوس ليشير إلى البحر الأحمر (الحالي) والخليج العربي والمحيط الهندي معًا، أي باعتبار البحر الأحمر والخليج العربي متصلين مع المحيط الهندي.[50] لكن بعد التوسع اليوناني العسكري بقيادة الاسكندر الأكبر، عاد موفده نياركوس عام 326 ق. م. من الهند بأسطوله بمحاذاة الساحل الفارسي فلم يتعرف إلى الجانب العربي من الخليج، مما دعا الاسكندر إلى أن يطلق على الخليج اسم الخليج الفارسي. ومال مؤرخو اليونان المقيمين بمصر إلى تبني التسمية المصرية للبحر الأحمر (بحر القلزم) وهي الخليج العربي. وهذا الانتقال كان تدريجيًا وليس كاملًا. حيث نجد أن المؤرخ الروماني بليني بقي يستعمل مصطلح الخليج العربي لوصف مدينة أهوازية قرب مصب نهر دجلة. وكذلك بقيت خرائط الأوربيين تشير للخليج أحيانًا بالخليج الفارسي وأحيانًا بالخليج العربي. فالإصرار على أن الخليج العربي يشير إلى البحر الأحمر الحالي دون غيره، هو الذي يوقع الارتباك ولا يمكن من فهم كلام المؤرخين الأوائل.[51][ادعاء غير موثق منذ 4820 يوماً]

## آثار الخلاف
كان للخلاف على تسمية الخليج العربي بين العالم العربي وإيران عدد من الانعكاسات وردود فعل على مستوى الدول، من أبرزها:
- مايو 2006، في لقاء في الدوحة بين أحمدي نجاد وحمد بن خليفة آل ثاني أثناء افتتاح دورة أسياد الدوحة، قال الأخير في معرض حديثه عن منتخب إيران لكرة القدم، أن نجاح المنتخب إيران في مونديال 2006 سيسعد سكان الخليج الفارسي العربي فرد عليه نجاد موبخا: أعتقد أنك كنت تقرأ اسمه الخليج الفارسي عندما كنت بالمدرسة.[52][53]
- 2008، احتجاجات في إيران على تسمية قوقل الخليج «العربي».[54]
- يناير 2010. إلغاء الدورة الثانية من ألعاب التضامن الإسلامي بسبب اعتراض العرب على تدوين كلمة «الخليج الفارسي» على قلائد البطولة وجميع وثائقها، وكان العرب قبل ذلك اقترحوا كتابة لفظة الخليج فقط. لكن إيران واجهتهم بالرفض.[55]
- في فبراير 2010، تصريح لسفير الكويت في إيران أن التسمية ليست موطن خلاف، وأن تسميته بالخليج العربي تمت تحت ظرف سياسي معين وأن اسمه سيظل الخليج الفارسي.[56]
- أيضا في فبراير 2010، قامت إيران بطرد مضيف جوي يوناني بسبب استعماله مسمى الخليج العربي.[57]

## اسم الخليج العربي في بعض الخرائط التاريخية

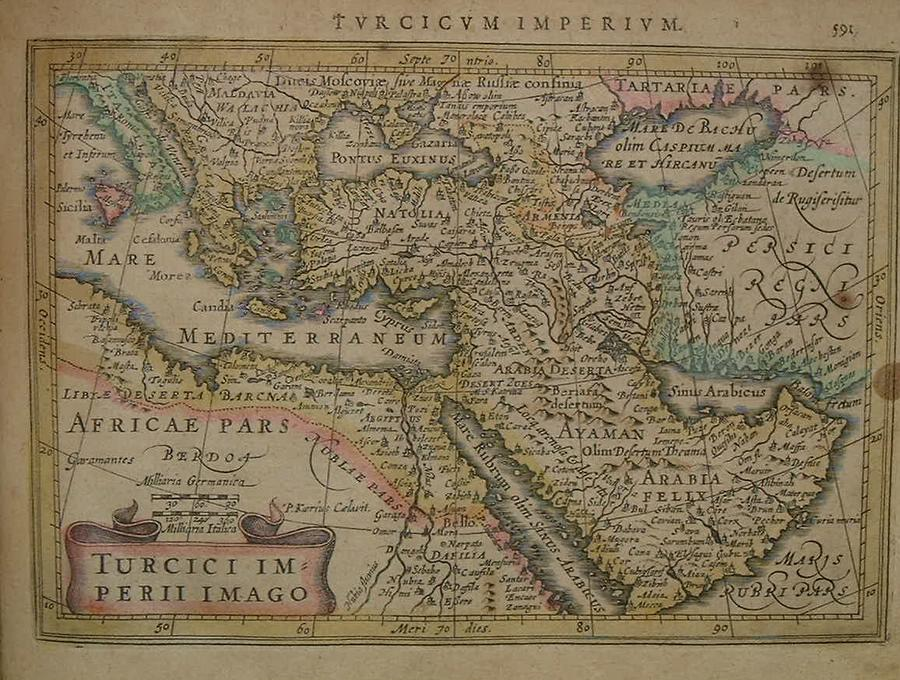
خارطة نشرت في الأطلس الصغير عام 1634 لرسامي الخرائط ميركاتور وهندويس يظهر فيها الخليج وقد كتب عليه باللاتينية اسم «sinus arabicus» أي الخليج العربي
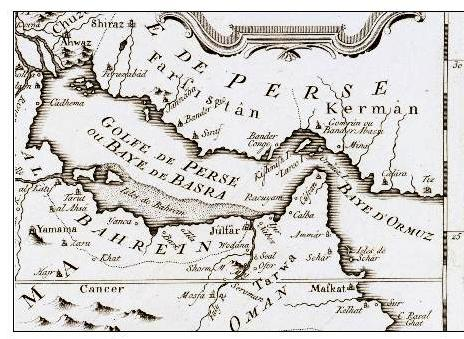
بالفرنسية: خليج البصرة .
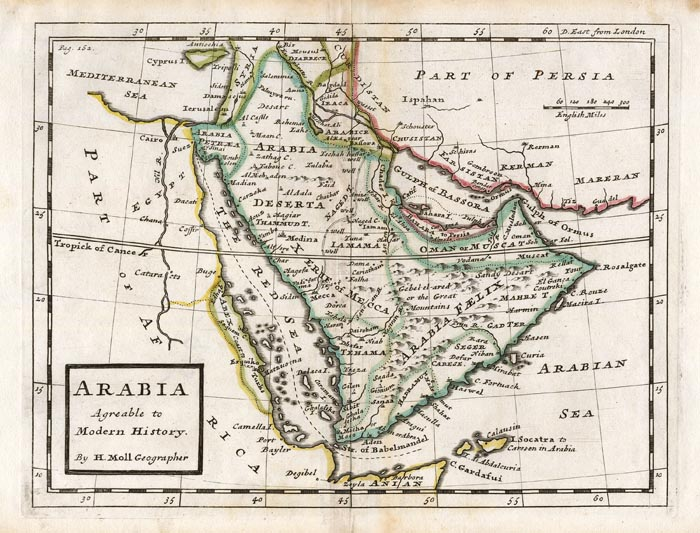
بالإنكليزية: خليج البصرة - الخريطة من عام 1717 م.
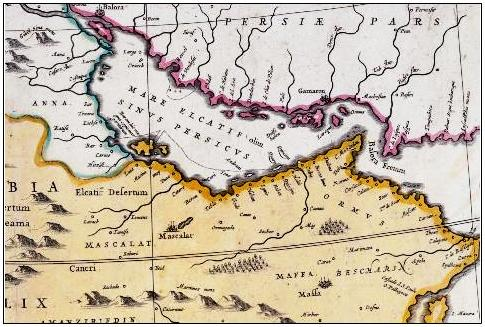
باللاتينية: بحر القطيف .
خريطة من عام 1607 م وتظهر اسم الخليج العربي
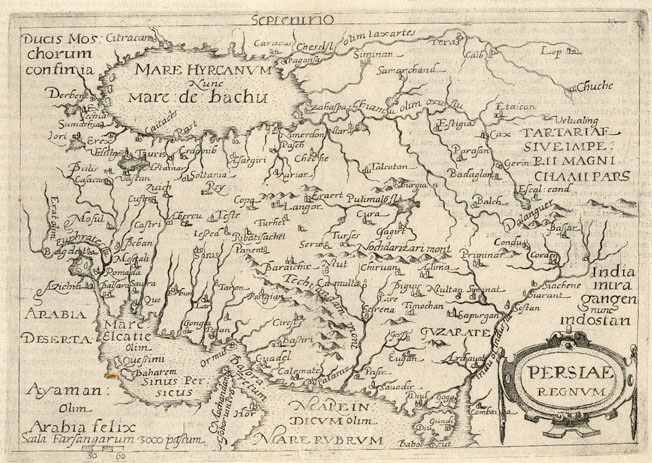
خارطة قديمة من العام 1598 تظهر اسم بحر القطيف و(الخليج الفارسي) .
خارطة ابن خلدون، ولا اسم هنا
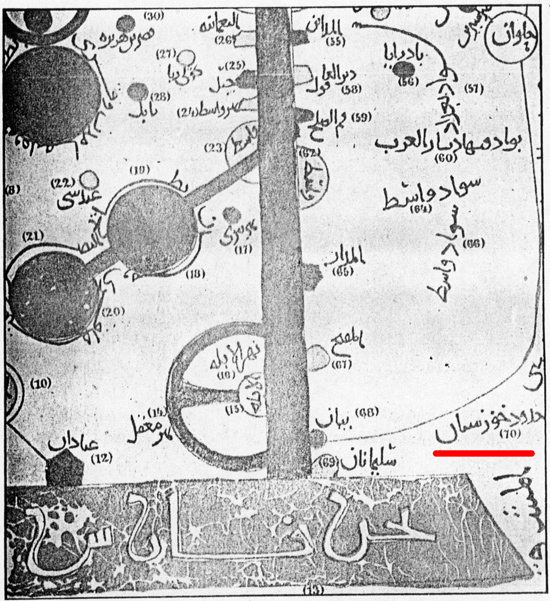
خريطة من القرن التاسع الميلادي بالعربية: (بحر فارس)
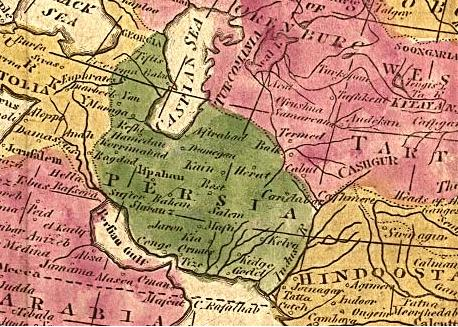
بالإنكليزية: (خليج فارس)
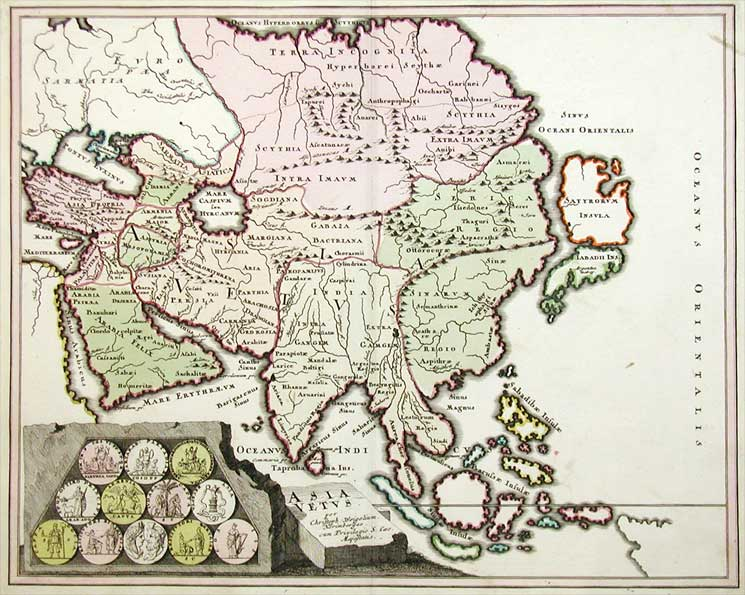
خريطة من عام 1719مـ باللاتينية (خليج فارس)
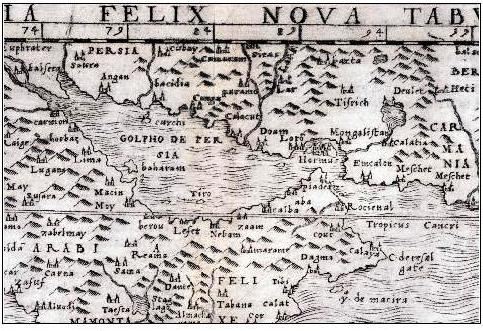
خريطة من عام 1548م باللاتينية: (خليج فارس)
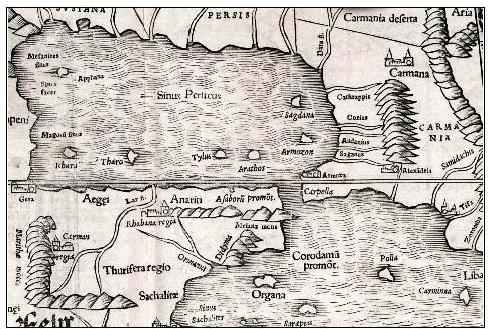
خريطة من عام 1540م بالإيطالية: (خليج فارس)
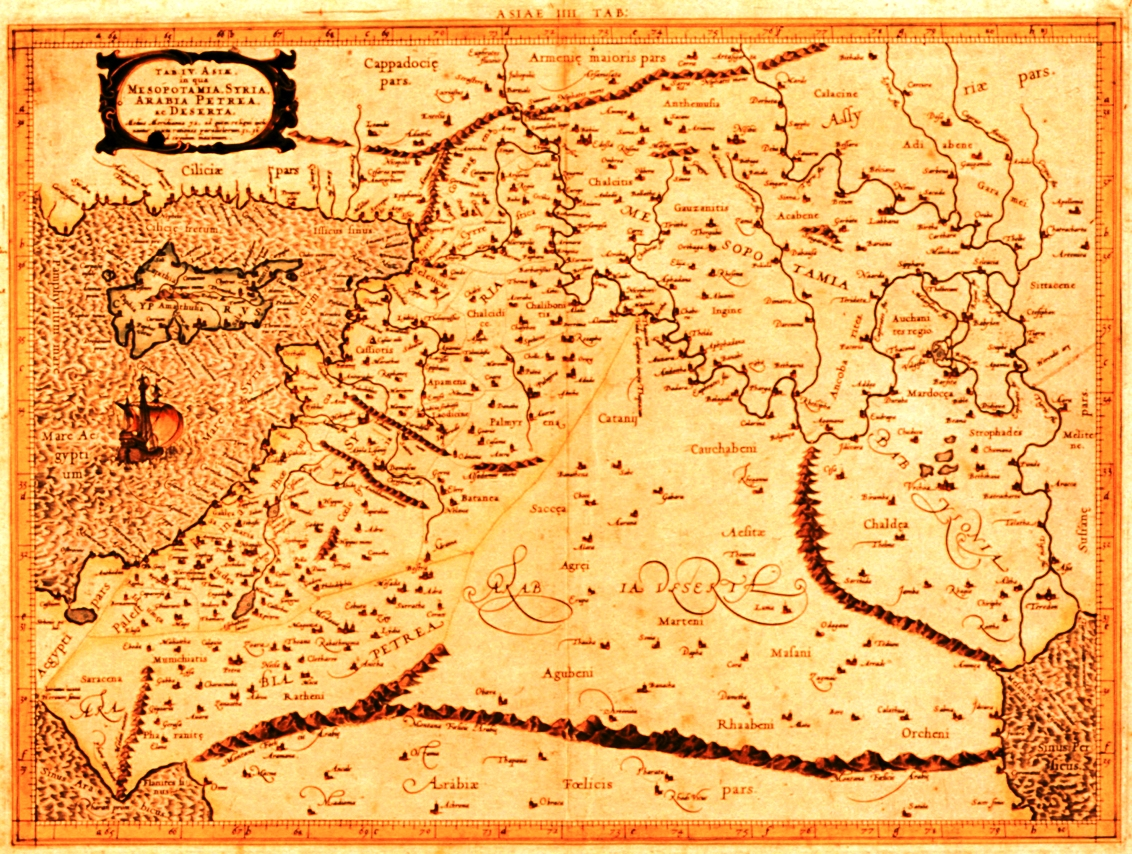
خريطة من عام 1584م باللاتينية: (خليج فارس)
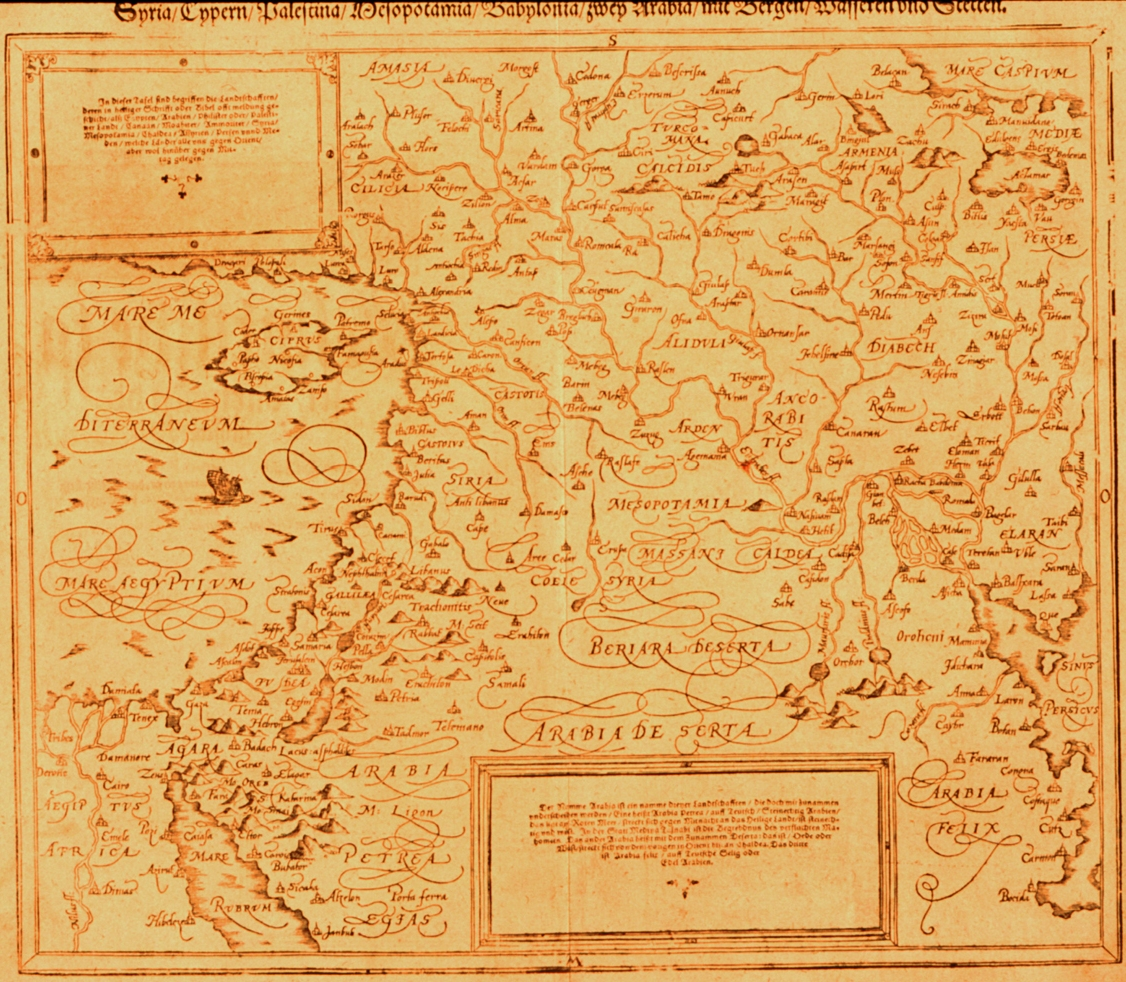
خريطة من عام 1588م باللاتينية: (خليج فارس)
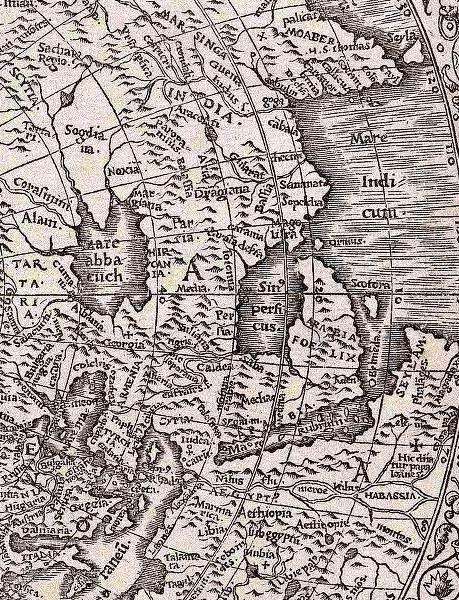
خريطة من عام 1531م باللاتينية: (خليج فارس)
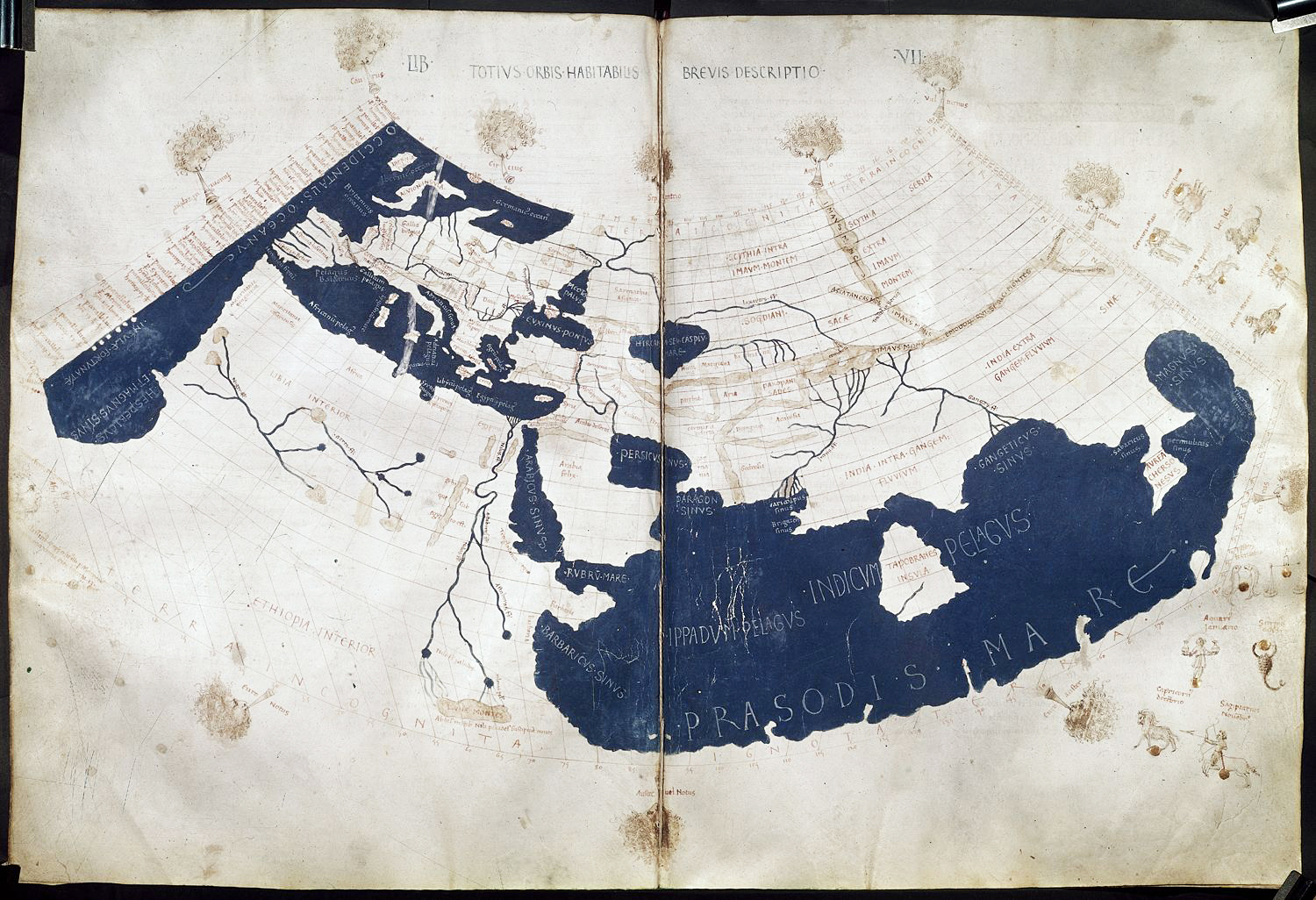
خريطة من منتصف القرن الخامس عشر الميلادي ما بين عامين 1450–1475م باللاتينية: (خليج فارس)
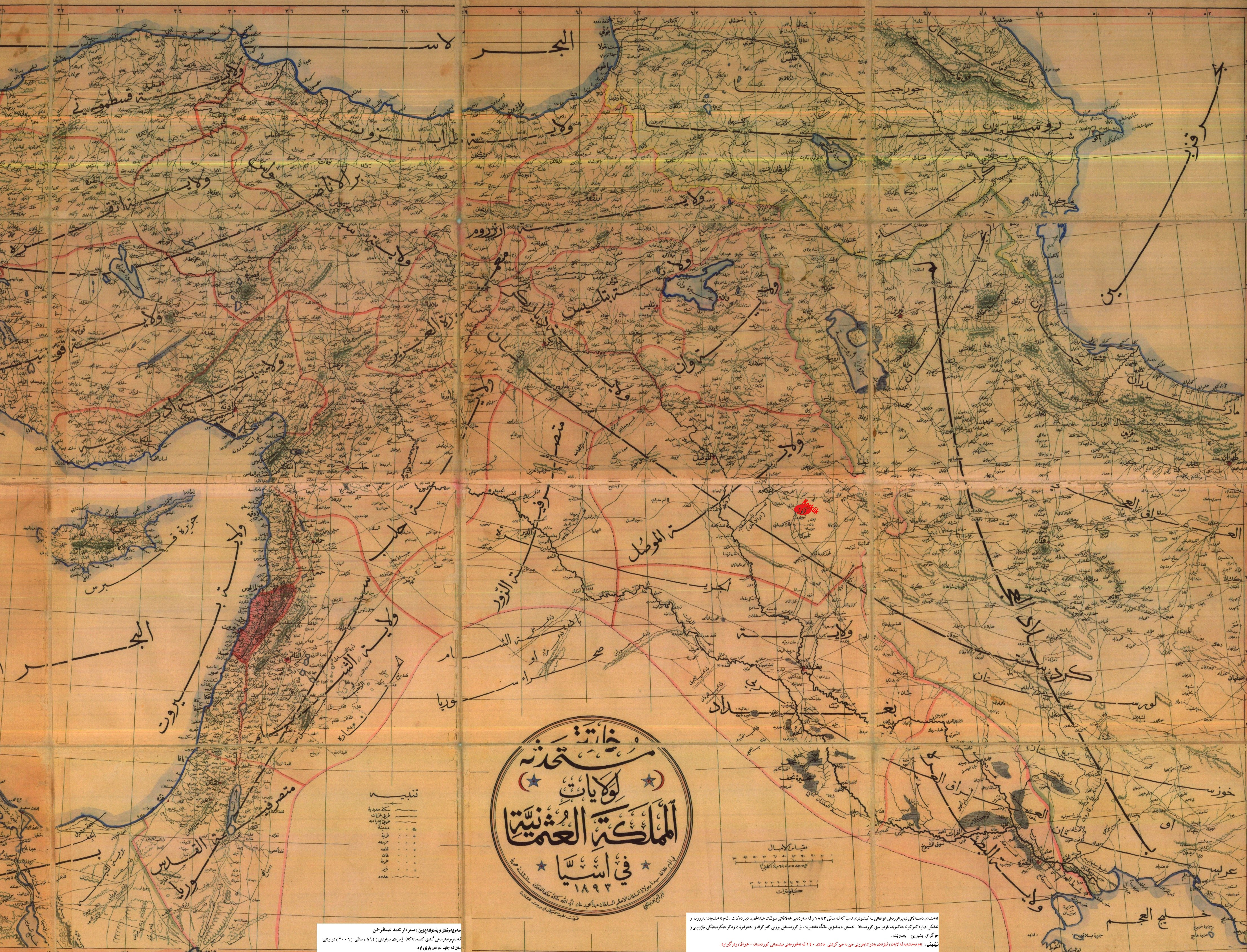
خریطة عثمانية طبعت عام 1893م (بالعربية): (خلیج العجم)
خارطة الخليج العربي مع اسم القطيف

## وصلات خارجية
- * الخليج العربي أم الخليج الفارسي؟ فرانس 24، 11 يونيو 2010